# White Day
White Day (ホワイトデー Howaito Dee) er en mærkedag i Japan, Sydkorea, Vietnam, Taiwan og Kina, der finder sted hvert år 14. marts, en måned efter Valentinsdag. Den består i at mænd der fik chokolade af kvinder på Valentinsdag skal give dem gaver til gengæld.

## Markering
I Japan markeres Valentinsdag 14. februar typisk af piger og kvinder ved at give chokolade (enten købt eller hjemmelavet), som regel til drenge eller mænd som et udtryk for kærlighed, høflighed eller social forpligtelse. Modtagerne foretrækker som regel hjemmelavet chokolade, da de derved kan fornemme den oprigtighed, anstrengelser og følelser, der er lagt i hjemmelavet konfekt. På White Day sker så det modsatte. Mænd der fik kærlighedschokolade (本命チョコ honmei-choco) eller høflighedschokolade (義理チョコ giri-choco) på Valentinsdag forventes at yde gengæld ved at give gaver. Traditionelle populære gaver på White Day er småkager, smykker, hvid chokolade, hvidt lingeri og skumfiduser. Nogle gange bruges udtrykket at give tre gange tilbage (三倍返し sanbai gaeshi) til at beskrive en ofte citeret regel om, at gaven skal være to eller tre gange så stor som værdien af den fra Valentinsdag.
I Sydkorea, hvor traditionen også markeres som tak for kvindernes gaver Valentinsdag (typisk chokolade), gør man det lidt anderledes, idet mændene typisk køber slikkepinde eller anden hård konfekt. Det sælges også særlige gavesæt med chokolade, men størstedelen af gavesættene er fyldt med hård konfekt.

## Historie
White Day blev fejret første gang i 1978 i Japan. Den blev startet af den nationale konfektindustriforbund som en "svar-dag" til Valentinsdag med den begrundelse, at mænd skulle yde gengæld til de kvinder, der gav dem chokolade og andre gaver på Valentinsdag. Året før i 1977 havde et konfektfirma i Fukuoka, Ishimuramanseido, markedsført skumfiduser til mænd 14. marts, som de kaldte for Skumfidusdag (マシュマロデー Mashumaro Dee).
Snart efter begyndte konfektfabrikanterne at markedsføre hvid chokolade. Nu giver mænd både hvid og mørk chokolade såvel som andre spiselige og ikkespiselige gaver så som smykker eller ting af sentimental værdi eller hvidt tøj som lingeri til kvinder, som de fik chokolade af på Valentinsdag en måned tidligere. Hvis chokoladen der blev givet var høflighedschokolade, vil manden typisk tilsvarende give gave af høflighed og ikke nødvendigvis fordi, de nærer nogle romantiske følelser.
Med tiden har traditionen bredt sig til de østasiatiske nabolande Sydkorea, Kina, Taiwan og Vietnam, hvor White Day markeres på lignende vis.